# Salmuksen alue
Salmuksen alue este o arie protejată (arie specială de conservare — SAC, sit de importanță comunitară — SCI) din Finlanda întinsă pe o suprafață de 364 ha, integral pe uscat.

## Localizare
Centrul sitului Salmuksen alue este situat la coordonatele 61°24′34″N 23°54′49″E / 61.4094°N 23.9136°E.

## Înființare
Situl Salmuksen alue a fost declarat sit de importanță comunitară în august 1998 pentru a proteja 3 specii de plante. Situl a fost protejat și ca arie specială de conservare în aprilie 2015.

## Biodiversitate
Situată în ecoregiunea boreală, aria protejată conține 8 habitate naturale: Lacuri și iazuri distrofice naturale, Cursuri de apă de la nivel de câmpie la nivel montan, cu vegetație Ranunculion fluitantis și Callitricho-Batrachion, Turbării active, Mlaștini turboase de tranziție și turbării mișcătoare, Taiga vestică, Păduri fino-scandinave bogate în ierburi cu Picea abies, Păduri caducifoliate de mlaștină fino-scandinave, Mlaștini împădurite.
La baza desemnării sitului se află mai multe specii protejate de  plante (3): Cinna latifolia, Dichelyma capillaceum, Hamatocaulis lapponicus.
Pe lângă speciile protejate, pe teritoriul sitului au mai fost identificate 6 specii de plante, 13 specii de păsări, 8 specii de nevertebrate.